# Point de Misiurewicz
En mathématiques, un point de Misiurewicz est une valeur de paramètre dans l'ensemble de Mandelbrot (l'espace paramétrique des cartes quadratiques complexes) et également dans les cartes quadratiques réelles de l'intervalle pour lesquelles le point critique est strictement prépériodique (c'est-à-dire qu'il devient périodique après un nombre fini d'itérations mais n'est pas lui-même périodique). Par analogie, le terme point de Misiurewicz est également utilisé pour les paramètres d'un ensemble multibrot dont l'unique point critique est strictement prépériodique (ce terme a moins de sens pour les cartes plus générales qui ont plus d'un point critique (libre) car certains points critiques peuvent être périodiques et d'autres non). Ces points portent le nom du mathématicien Michał Misiurewicz qui les a étudiés pour la première fois.